# Laboratorij na čipu
Laboratorij na čipu je naprava, ki združuje eno ali več laboratorijskih funkcij na enem samem integriranem vezju (običajno imenovanem "čip"), velikem od nekaj milimetrov do nekaj kvadratnih centimetrov, da se doseže avtomatizacija in visoko zmogljivo presejanje. LOC lahko obdelujejo zelo majhne količine tekočin, ki so manjše od pikolitrov. Naprave "laboratorij na čipu" so podskupina naprav mikroelektromehanskih sistemov (MEMS) in se včasih imenujejo "mikro sistemi za celovito analizo" (µTAS). Pri napravah LOC se lahko uporablja mikrofluidika, fizika, manipulacija in preučevanje majhnih količin tekočin. Vendar strogo gledano "laboratorij na čipu" na splošno označuje razširitev posameznih ali več laboratorijskih procesov na format čipa, medtem ko je "µTAS" namenjen integraciji celotnega zaporedja laboratorijskih procesov za izvedbo kemijske analize. Izraz "laboratorij na čipu" je bil uveden, ko se je izkazalo, da so tehnologije µTAS uporabne za več kot le za analizo.

## Zgodovina
Po izumu mikrotehnologije (~ 1954) za izdelavo integriranih polprevodniških struktur za mikroelektronske čipe so se te tehnologije, ki temeljijo na litografiji, kmalu začele uporabljati tudi pri izdelavi senzorjev tlaka (1966). Zaradi nadaljnjega razvoja teh postopkov, ki so običajno omejeni na združljivost s CMOS, je postalo na voljo tudi orodje za ustvarjanje mikrometrskih ali submikrometrskih mehanskih struktur v silicijevih rezinah: začelo se je obdobje mikroelektromehanskih sistemov (MEMS).
Poleg senzorjev tlaka, senzorjev zračnih blazin in drugih mehansko gibljivih struktur so bile razvite tudi naprave za ravnanje s tekočinami. Primeri so: kanali (kapilarne povezave), mešalniki, ventili, črpalke in dozirne naprave. Prvi sistem za analizo LOC je bil plinski kromatograf, ki ga je leta 1979 razvil S. C. Terry na Univerzi Stanford. Vendar so se raziskave na področju LOC začele resno razvijati šele konec osemdesetih in v začetku devetdesetih let, ko je nekaj raziskovalnih skupin v Evropi razvilo mikročrpalke, pretočne senzorje in koncepte integrirane obdelave tekočin za analizne sisteme. Ti koncepti µTAS so pokazali, da lahko integracija korakov predhodne obdelave, ki se običajno izvajajo v laboratorijskem merilu, razširi preprosto funkcionalnost senzorja na popolno laboratorijsko analizo, vključno z dodatnimi koraki čiščenja in ločevanja.
Velik porast raziskovalnega in komercialnega zanimanja se je pojavil sredi devetdesetih let prejšnjega stoletja, ko se je izkazalo, da so tehnologije µTAS zanimivo orodje za genomske aplikacije, kot sta kapilarna elektroforeza in mikromreže DNK. Veliko podporo raziskavam je zagotovila tudi vojska, zlasti DARPA (Agencija za napredne obrambne raziskovalne projekte), ki se je zanimala za prenosne sisteme za odkrivanje bioloških/kemičnih bojnih sredstev. Dodana vrednost ni bila omejena le na integracijo laboratorijskih procesov za analizo, temveč tudi na značilne možnosti posameznih komponent in uporabo v drugih laboratorijskih procesih, ki niso povezani z analizo. Zato je bil uveden izraz "laboratorij na čipu".
Čeprav je uporaba LOC še vedno nova in skromna, je opaziti vse večje zanimanje podjetij in skupin za aplikativne raziskave na različnih področjih, kot so analiza (npr. kemijska analiza, spremljanje okolja, medicinska diagnostika in celomika), pa tudi sintezna kemija (npr. hitro presejanje in mikroreaktorji za farmacijo). Poleg nadaljnjega razvoja aplikacij se pričakuje, da se bodo raziskave sistemov LOC z uporabo nanotehnologije razširile tudi na zmanjševanje obsega struktur za ravnanje s tekočinami. Submikrometrski in nanometrski kanali, labirinti DNK, odkrivanje in analiza posameznih celic ter nanosenzorji bi lahko postali izvedljivi, kar bi omogočilo nove načine interakcije z biološkimi vrstami in velikimi molekulami. Napisanih je bilo veliko knjig, ki obravnavajo različne vidike teh naprav, vključno s transportom tekočin, lastnostmi sistemov, tehnikami zaznavanja in bioanalitičnimi aplikacijami.

## Materiali in tehnologije izdelave čipov
Osnova za večino postopkov izdelave LOC je fotolitografija. Na začetku je bila večina postopkov v siliciju, saj so te dobro razvite tehnologije neposredno izhajale iz proizvodnje polprevodnikov. Zaradi zahtev po posebnih optičnih lastnostih, biološki ali kemični združljivosti, nižjih proizvodnih stroških in hitrejši izdelavi prototipov so bili razviti novi postopki, kot so jedkanje, nanašanje in lepljenje stekla, keramike in kovin, obdelava polidimetilsiloksana (PDMS) (npr. mehka litografija), obdelava polimerov OSTEmer (Off-stoichiometry thiol-ene), 3D-tisk na osnovi debelih folij in stereolitografije ter hitre metode replikacije z galvanizacijo, brizganjem in reliefom. Povpraševanje po poceni in enostavni izdelavi prototipov LOC je privedlo do preproste metodologije za izdelavo mikrofluidnih naprav PDMS: ESCARGOT (Embedded SCAffold RemovinG Open Technology). Ta tehnika omogoča izdelavo mikrofluidnih kanalov v enem samem bloku PDMS s pomočjo raztapljajočega se ogrodja (izdelanega npr. s 3D tiskanjem). Poleg tega področje LOC vse bolj presega meje med tehnologijo mikrosistemov, ki temelji na litografiji, nanotehnologijo in preciznim inženirstvom.

## Prednosti
LOK lahko zagotavljajo prednosti, ki so specifične za njihovo uporabo. Tipične prednosti so:
- majhna poraba tekočin (manj odpadkov, nižji stroški reagentov in manjše potrebne količine vzorcev za diagnostiko)
- hitrejša analiza in odzivni časi zaradi kratkih difuzijskih razdalj, hitrega segrevanja, velikega razmerja med površino in prostornino ter majhnih toplotnih kapacitet.
- boljši nadzor procesa zaradi hitrejšega odziva sistema (npr. toplotni nadzor eksotermnih kemijskih reakcij)
- kompaktnost sistemov zaradi integracije številnih funkcionalnosti in majhnih prostornin.
- množična paralelizacija zaradi kompaktnosti, ki omogoča visoko zmogljivo analizo
- nižji stroški izdelave, kar omogoča stroškovno učinkovite čipe za enkratno uporabo, izdelane v množični proizvodnji
- kakovost delov se lahko preverja samodejno
- varnejša platforma za kemijske, radioaktivne ali biološke študije zaradi integracije funkcionalnosti, manjših prostornin tekočin in shranjenih energij

## Slabosti
Najpomembnejše pomanjkljivosti laboratorijev na čipu so:
- Postopek mikroizdelave, ki je potreben za njihovo izdelavo, je zapleten in delovno intenziven, saj zahteva drago opremo in specializirano osebje. To je mogoče odpraviti z nedavnim tehnološkim napredkom na področju poceni 3D tiskanja in laserskega graviranja.
- Zapleteno fluidno pogonsko omrežje zahteva več črpalk in priključkov, pri čemer je natančen nadzor težaven. To je mogoče premagati s skrbno simulacijo, notranjo črpalko, kot je čip z vgrajeno zračno vrečo, ali z uporabo centrifugalne sile, ki nadomesti črpanje, tj. centrifugalni mikrofluidni biočip.
- Večina LOC je nova aplikacija za dokazovanje koncepta, ki še ni v celoti razvita za široko uporabo. Pred praktično uporabo je potrebnih več potrditev.
- V mikrolitrskem merilu, ki ga obravnavajo LOC, prevladujejo učinki, odvisni od površine, kot so kapilarne sile, hrapavost površine ali kemične interakcije. Zaradi tega je lahko včasih ponovitev laboratorijskih postopkov v laboratorijih LOC precej zahtevna in bolj zapletena kot pri običajni laboratorijski opremi.
- Načela zaznavanja se ne morejo vedno pozitivno zmanjšati, kar vodi do nizkega razmerja med signalom in šumom.

## Globalno zdravje
Tehnologija laboratorija na čipu lahko kmalu postane pomemben del prizadevanj za izboljšanje globalnega zdravja, zlasti z razvojem naprav za testiranje na mestu oskrbe. V državah z malo zdravstvenimi sredstvi so nalezljive bolezni, ki bi bile v razvitih državah ozdravljive, pogosto smrtno nevarne. V nekaterih primerih imajo revne zdravstvene ustanove na voljo zdravila za zdravljenje določene bolezni, vendar nimajo diagnostičnih orodij za prepoznavanje bolnikov, ki bi morali prejeti ta zdravila. Številni raziskovalci menijo, da je tehnologija LOC lahko ključ do novih zmogljivih diagnostičnih instrumentov. Cilj teh raziskovalcev je ustvariti mikrofluidne čipe, ki bodo zdravstvenim delavcem v slabo opremljenih klinikah omogočili izvajanje diagnostičnih testov, kot so mikrobiološke kulture, imunološki testi in testi nukleinskih kislin, brez laboratorijske podpore.

## Globalni izzivi
Za uporabo čipov na območjih z omejenimi viri je treba premagati številne izzive. V razvitih državah so najbolj cenjene lastnosti diagnostičnih orodij hitrost, občutljivost in specifičnost, v državah, kjer je zdravstvena infrastruktura slabše razvita, pa je treba upoštevati tudi lastnosti, kot sta enostavnost uporabe in rok trajanja. Reagenti, ki so priloženi čipu, morajo biti na primer zasnovani tako, da ostanejo učinkoviti več mesecev, tudi če čipa ne hranimo v klimatsko nadzorovanem okolju. Oblikovalci čipov morajo pri izbiri materialov in tehnik izdelave upoštevati tudi stroške, razširljivost in možnost recikliranja.